# Josef Ringler’s Söhne

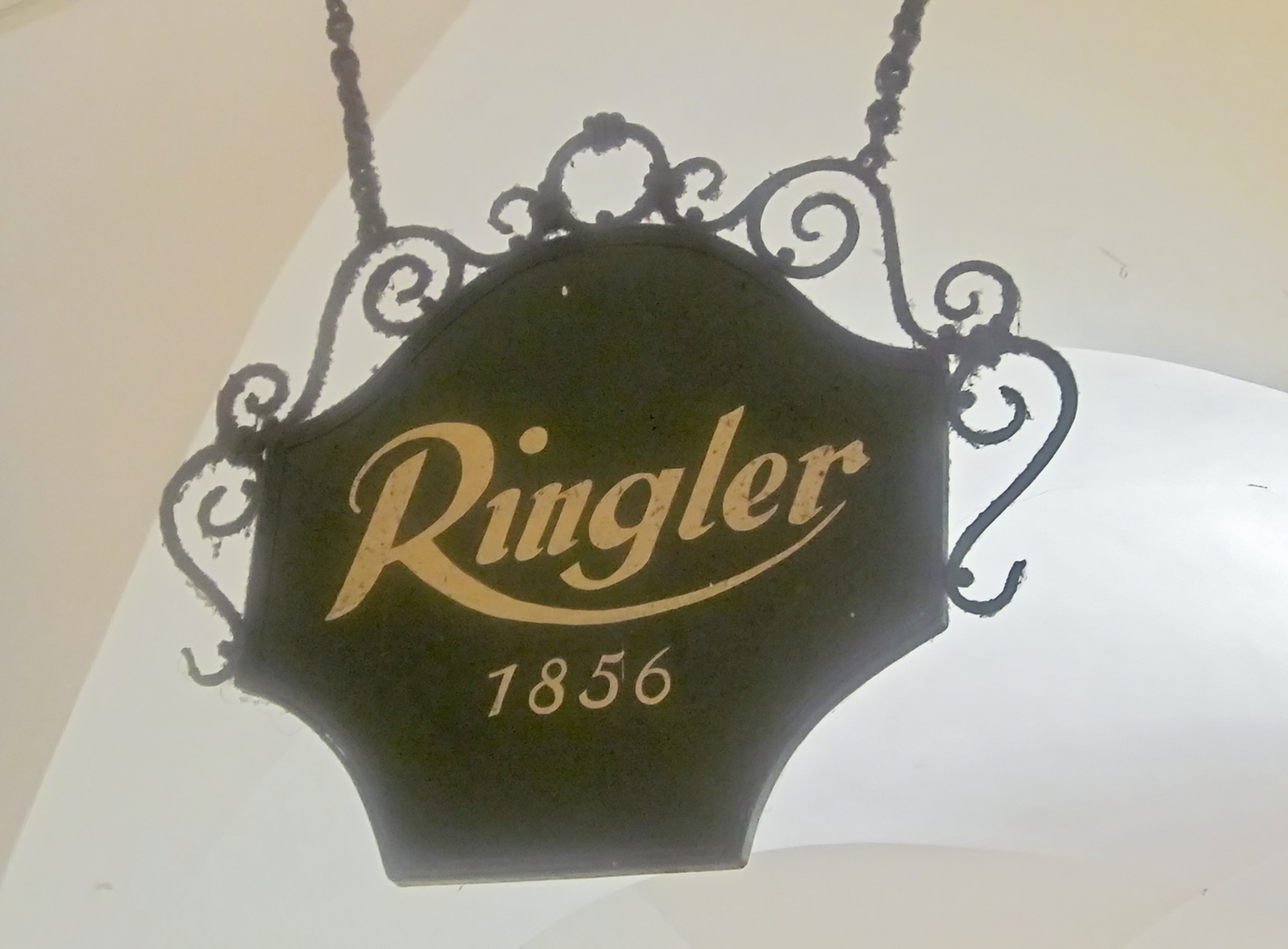
Schild vor dem ehemaligen Stammsitz des Unternehmens in den Bozner Lauben

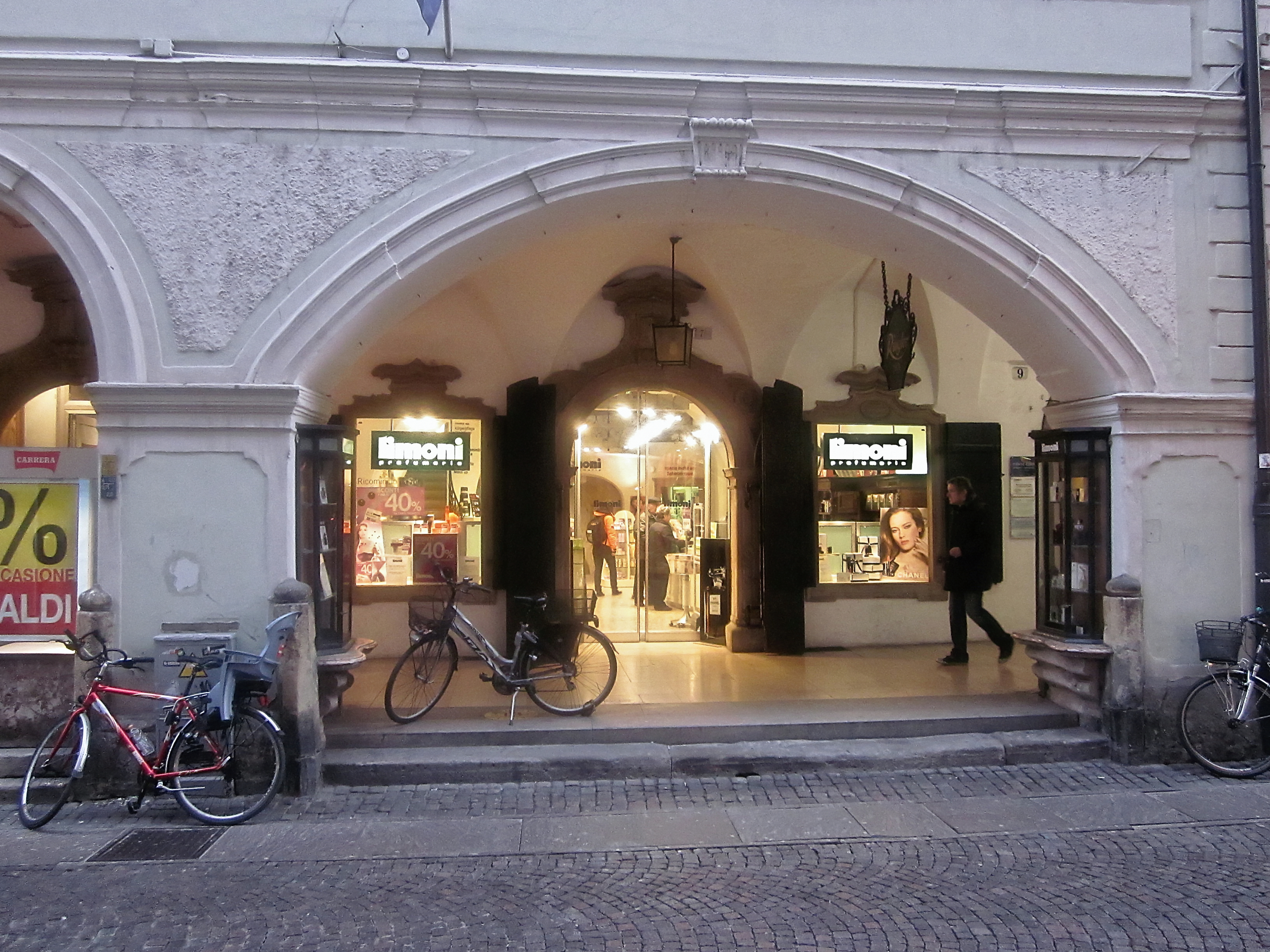
Das ehemalige Geschäft von Ringler unter den Lauben

Josef Ringler’s Söhne war ein Bozener Lebensmittelunternehmen und k.u.k. Hoflieferant.

## Geschichte
Josef Ringler’s Söhne war ein altes Kolonialwarenhaus in Bozen, dessen Geschichte bis zum Anfang des 19. Jahrhunderts zurückreicht. Das Kolonialwarengeschäft befand sich in einem alten Patrizierhaus unter den südlichen Lauben 7. Die Konservenfabrik selbst wurde im Jahr 1856 gegründet und war somit eine der ersten im Kaisertum Österreich. Die Fabrik wurde im selben Haus wie das Geschäft eingerichtet. Zu Beginn bildeten nur mehrere große Kupferkessel und eine Anzahl langer Tische die ganze Einrichtung des Unternehmens. Es expandierte mit der Zeit und nahm bald einen Raum nach dem anderen in dem weit ausgedehnten Gebäude ein.
Begonnen wurde mit der Herstellung von Kompotten, die bei der Weltausstellung London 1862 einen Preis erzielten. Danach wurde mit der Erzeugung von kandierten Früchten sowie von Gemüsekonserven begonnen. Auf der Weltausstellung 1873 in Wien wurde dem Gründer die „Fortschritts-Medaille“ verliehen.

### Aktiengesellschaft
Nach dem Tod des Gründers im Jahr 1875 erfuhr das Geschäft unter dem neuen Inhaber einen bedeutenden Aufschwung. Die Umwandlung in eine Aktiengesellschaft, genannt Actiengesellschaft für Bereitung conservirter Früchte und Gemüse, geschah durch die früher an der Firma Beteiligten mittels Übernahme von Aktien. Der erste Präsident der Aktiengesellschaft war Ignatz Oettel. Die Schreibweise des Gesellschaftsnamens modernisierte sich im Laufe der Zeit zu Früchte-, Gemüse-, Fleisch-Konserven-Aktien-Gesellschaft vorm. Jos. Ringler's Söhne (1902) bzw. Aktiengesellschaft für Bereitung konservierter Früchte und Gemüse (1907).
Fachleute wurden herangezogen, welche die bis dahin etwas primitive Herstellungsweise verbesserten. Neue Maschinen wurden angeschafft, der Dampfbetrieb eingeführt und den bisherigen Fabrikationszweigen auch die Erzeugung von Fleischkonserven für Touristen und für das k.u.k. Militär angeschlossen. Es wurde auch auf die Anknüpfung neuer Verbindungen geachtet und der Absatz so gesteigert, dass im Jahr 1885 das alte Haus zu klein wurde und die Gesellschaft mit dem Bau eines neuen, mit allen damaligen modernen Maschinen und Apparaten ausgestatteten Fabriksgebäudes beginnen musste. Die Konservenfabrik wurde vom Baumeister Albert Canal gebaut.

### Erweiterungen
Diese wurde im Jahre 1896 noch erweitert und als Musteretablissement in dieser Branche präsentiert. Es wurde vor 1900 mit 40 diversen Spezialmaschinen und 25 Kochern gearbeitet. Die beiden Dampfmaschinen mit 30 PS und die Kocher wurden von zwei Dampfkesseln mit 120 Quadratmetern Heizfläche gespeist.

Faktura mit Ansicht der Fabrik in Bozen (1911)

Die Fabrik beschäftigte in den einzelnen Betrieben durchschnittlich 150 bis 200 Arbeiter und verarbeitete jährlich circa 2000 Meterzentner Früchte, 1500 Meterzentner Gemüse, 2500 Meterzentner Zucker, 500 Meterzentner Fleisch und 500 Meterzentner Agrumen. Die Fabrik hatte Niederlassungen in Bozen und Meran sowie Vertreter in allen größeren Städten der Donaumonarchie. Die Produkte der Gesellschaft fanden ihren Absatz zum größten Teil in der österreichisch-ungarischen Monarchie, Deutschland und den Niederlanden. Um 1898 war der Präsident des Unternehmens Sebastian Tschugguel. Carl Ringler wurde als Inhaber für seine Verdienste zum k.u.k. Hoflieferanten ernannt.